# Hunt-klassen
Hunt-klassen er en skibsklasse af tretten minefartøjer bygget til Royal Navy. Klassen kombinerer de to forskellige skibstyper; den traditionelle minestryger og den nyere minerydningsfartøj. Klassen fungerer også ofte som patruljefartøjer og deltager i fiskeriinspektioner.
Da skibene blev introduceret i starten af 1980'erne var de de største orlogsskibe bygget af glasfiber-armeret plastic.  og er de sidste skibe der benytter Napier Deltic dieselmotorer. Alle skibene blev bygget af Vosper Thornycroft i Woolston i Hampshire, undtagen HMS Cottesmore og HMS Middleton (M34), som blev bygget ved Yarrow Shipbuilders Limited på floden Clyde.
Minerydningsegenskaberne på de resterende otte britiske fartøjer i klassen blev forbedret betydeligt efter installationen af Type 2193 sonaren og NAUTIS 3 kampinformationssystemet. Type 2193 sonaren er en af de bedste minesøgningssonarer i verden og er efter sigende i stand til at detektere et objekt på størrelse med en fodbold på 1.000 meters afstand. I slutningen af 2007 var HMS Chiddingfold den første enhed i klassen der benyttede Seafox undervandsdronen, Royal Navy's nye minerydningssystem, under øvelsen Neptune Warrior ud for den skotske kyst. Seafox bliver beskrevet af det britiske forsvarsministerium som det et topmoderne system der er i stand til at rydde mine på dybder op til 300 meters dybde.

## Salg

### Grækenland
I 2001 solgte Royal Navy de to skibe HMS Bicester og Berkeley til den græske flåde, hvor de er udstationeret i Salamis under deres nye navne Europe og Kallisto.

### Litauen
I november 2008 solgte man yderligere to skibe, HMS Cottesmore og Dulverton, denne gang til Litauen hvor de forventes at indgå i løbet af 2011 under navnene Skalvis og Kursis. Prisen blev 55 millioner Euro. Skibene har basehavn i Klaipėda hvor de undergår en gennemgående modernisering foranstaltet af Thales Gruppen inden de indgår i operativ tjeneste i den baltiske BALTRON-eskadre.

## Skibe i klassen
| Pnt.          | Navn                     | Kølen lagt         | Søsat              | Indgået           | Navngivet af         | Skæbne                                                  | Kaldesignal |
| ------------- | ------------------------ | ------------------ | ------------------ | ----------------- | -------------------- | ------------------------------------------------------- | ----------- |
| M29           | Brecon                   | 15. september 1975 | 21. juni 1978      | 18. december 1979 | Hertuginden af Kent  | Udgået 19. juli 2005, omdannet til uddannelsesfacilitet | GUZA        |
| M30           | Ledbury                  | 5. oktober 1977    | 5. december 1979   | 11. juni 1981     | Lady Berthan         | Operativ                                                | GWAE        |
| M31           | Cattistock               |                    | 22. januar 1981    | 5. marts 1982     |                      | Operativ                                                | GYHJ        |
| M53 (ex. M32) | Skalvis (ex. Cottesmore) |                    | 9. februar 1982    | 24. juni 1983     | Lady Buchanon        | Solgt til Litauen 2011                                  | GYHK        |
| M33           | Brocklesby               |                    | 12. januar 1982    | 3. februar 1983   | Vicomtesse Trenchard | Operativ                                                | GBPQ        |
| M34           | Middleton                |                    | 27. april 1982     | 4. juli 1984      | Lady Blaker          | Operativ                                                | GYHL        |
| M54 (ex. M35) | Kursis (ex. Dulverton)   |                    | 1982               | 1983              |                      | Solgt til Litauen 2011                                  | GBPB        |
| M62 (ex. M36) | Europe (ex. Bicester)    |                    | 4. juni 1985       | 1988              |                      | Solgt til Grækenland 2001                               | SZZD        |
| M37           | Chiddingfold             |                    | 6. oktober 1983    | 10. august 1984   | Lady Kennon          | Operativ                                                | GBPD        |
| M38           | Atherstone               |                    | 1. marts 1986      | 17. januar 1987   | Mrs. Jarvis          | Operativ                                                | GBPJ        |
| M39           | Hurworth                 |                    | 25. september 1985 | 2. juli 1985      | Lady Halifax         | Operativ                                                | GBPL        |
| M63 (ex. M40) | Kallisto (ex. Berkeley)  |                    | 3. december 1983   | 1986              |                      | Solgt til Grækenland 2001                               | SZZE        |
| M41           | Quorn                    |                    | 23. januar 1988    | 21. april 1989    | Lady Thompson        | Operativ                                                | GABT        |